# Bruchophagus smirnoviae
Bruchophagus smirnoviae är en stekelart som beskrevs av Nikol'skaya 1955. Bruchophagus smirnoviae ingår i släktet Bruchophagus och familjen kragglanssteklar. Inga underarter finns listade.